# Evan Ziporyn
Evan Ziporyn, né le 14 décembre 1959 à Chicago, est un compositeur américain de musique post-minimaliste et de musique pour gamelan de Bali. Il joue de la clarinette, de la clarinette basse et du métallophone aussi bien en musique classique qu'en musique d'avant-garde ou de jazz. 
Ziporyn est membre du groupe Steve Reich and Musicians et fondeur de Bang on a Can All-Stars (Musical America’s 2005 Ensemble of the Air) et du Gamelan Galak Tika. 
Depuis 1990 il est professeur de musique au Massachusetts Institute of Technology (MIT) et le directeur du Center for Art, Science and Technology.